# Кирил Ананиев
Кирил Миланов Ананиев е български финансист. Заместник-министър на финансите в правителствата на Иван Костов, Симеон Сакскобургготски, Сергей Станишев, Бойко Борисов и служебното правителство на Георги Близнашки. От януари до май 2017 година е служебен министър на финансите – в кабинета на проф. Огнян Герджиков. От ноември 2017 г. до юли 2020 г. е министър на здравеопазването в третия кабинет на Бойко Борисов. Министър на финансите от юли 2020 г. до 12 май 2021 г.

## Биография
Кирил Ананиев е роден на 2 юли 1955 година в София. Завършва специалност „Финанси и кредит“ във Висшия икономически институт „Карл Маркс“, София. Специализира в УНСС и в Съединените американски щати.
През 1980 година постъпва на работа в Министерство на финансите. Започва като специалист в дирекция „Финанси и нормативи на социално-културната сфера“, след което последователно е заемал длъжностите главен експерт в същата дирекция, главен специалист в дирекция „Финанси на извънпроизводствената дейност“ и началник-отдел на Главно управление „Държавни разходи“. В периода от 1996 до 1998 година работи като завеждащ „Финансово-административната служба“ в постоянно представителство на Република България към ООН и други международни организации в Женева.
Кирил Ананиев е изпълнявал длъжностите:
- Член на Съвета на директорите на „Нефтохим“ (юли 1998 – декември 1999)
- Член на Надзорния съвет на „Банка ДСК“ ЕАД (от септември 2001)
- Член на УС на Националната здравноосигурителна каса (1999 – 2002), след което председател на УС на НЗОК (2002 – 2005)
- Член на Надзорния Съвет на „Булгартабак холдинг“ (до 22 декември 2005)
- Член на съвета на директорите на „Булгаргаз“ (от 4 ноември 2005)
- Член на Надзорния съвет на Българската банка за развитие (до септември 2009)